# Qesem-Höhle
Die Qesem-Höhle (hebräisch מְעָרַת קֶסֶם Məʿarat Qessem, deutsch ‚Zauber-Höhle‘, englisch Qesem Cave; auch: Kessem-Höhle) ist eine verschüttete Karsthöhle mit menschlichen Fossilfunden und Siedlungsresten aus der Altsteinzeit. Sie liegt in der nordöstlichen Peripherie der Stadt Rosch haʿAjin unweit des nördlich angrenzenden Kafr Qasims, etwa zwölf Kilometer östlich von Tel Aviv (Israel) entfernt. 

## Entdeckungsgeschichte
Die Qesem-Höhle ist Teil eines im Cenomanium entstandenen Karstsystems. Der später, vor allem im Quartär vollständig mit Sediment verfüllte Hohlraum wurde im Zuge von Sprengarbeiten für den Bau der Autobahn 5 (Kvīsch Arzī Roschī  / כְּבִישׁ אַרְצִי רָאשִׁי, deutsch Haupt-Landesstraße 5) im Oktober 2000 entdeckt. Im gesprengten Höhlenschutt wiesen Faustkeile und Werkzeuge des Acheuléen und Yabrudien sowie Klingen des Amudien auf eine Besiedlung hin, die mindestens 200.000 Jahre alt sein musste. Aufgrund dieser außerordentlichen Befunde, die vom israelischen Prähistoriker Avi Gopher (Universität Tel Aviv) sofort als mittelpleistozän erkannt wurden, konnte eine Veränderung des Straßenverlaufs erzielt und die Höhle aus Bebauungsplänen herausgenommen werden. Sie erhielt ihren Namen nach dem nahe gelegenen Qesem-Autobahnkreuz (als Qesem Interchange in derselben Schreibweise ausgeschildert), während die nahe gelegene Ortschaft als Kafr Qasim ausgeschildert ist.
Seit 2001 wird die Höhle von Prähistorikern und Paläontologen unter Führung der Universität Tel Aviv wissenschaftlich untersucht. Seit 2004 finden jährliche Grabungskampagnen in den Sommermonaten statt. Die Fauna wird von Knochen des Damhirsches dominiert. Aufsehen erregten besonders die 2011 publizierten Funde von isolierten menschlichen Zähnen, die trotz ihres Alters von 200.000 bis 400.000 Jahren Merkmale des anatomisch modernen Menschen (Homo sapiens) aufweisen sollen. Obwohl diese Frage wissenschaftlich umstritten ist, fand die Erstpublikation ein großes Medienecho.

## Menschliche Zahnfunde

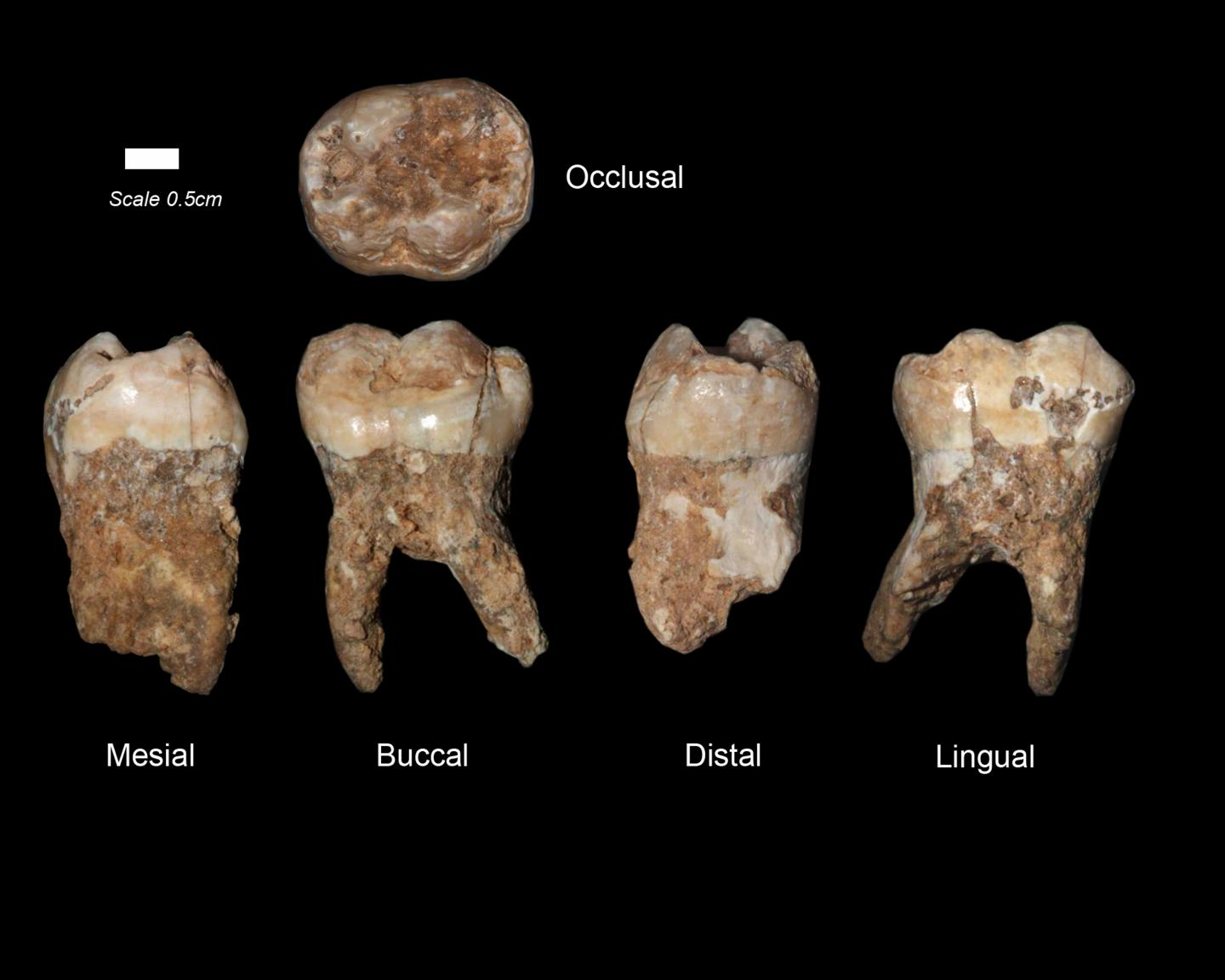
Ein Backenzahn aus der Qesem-Höhle aus unterschiedlichem Blickwinkel

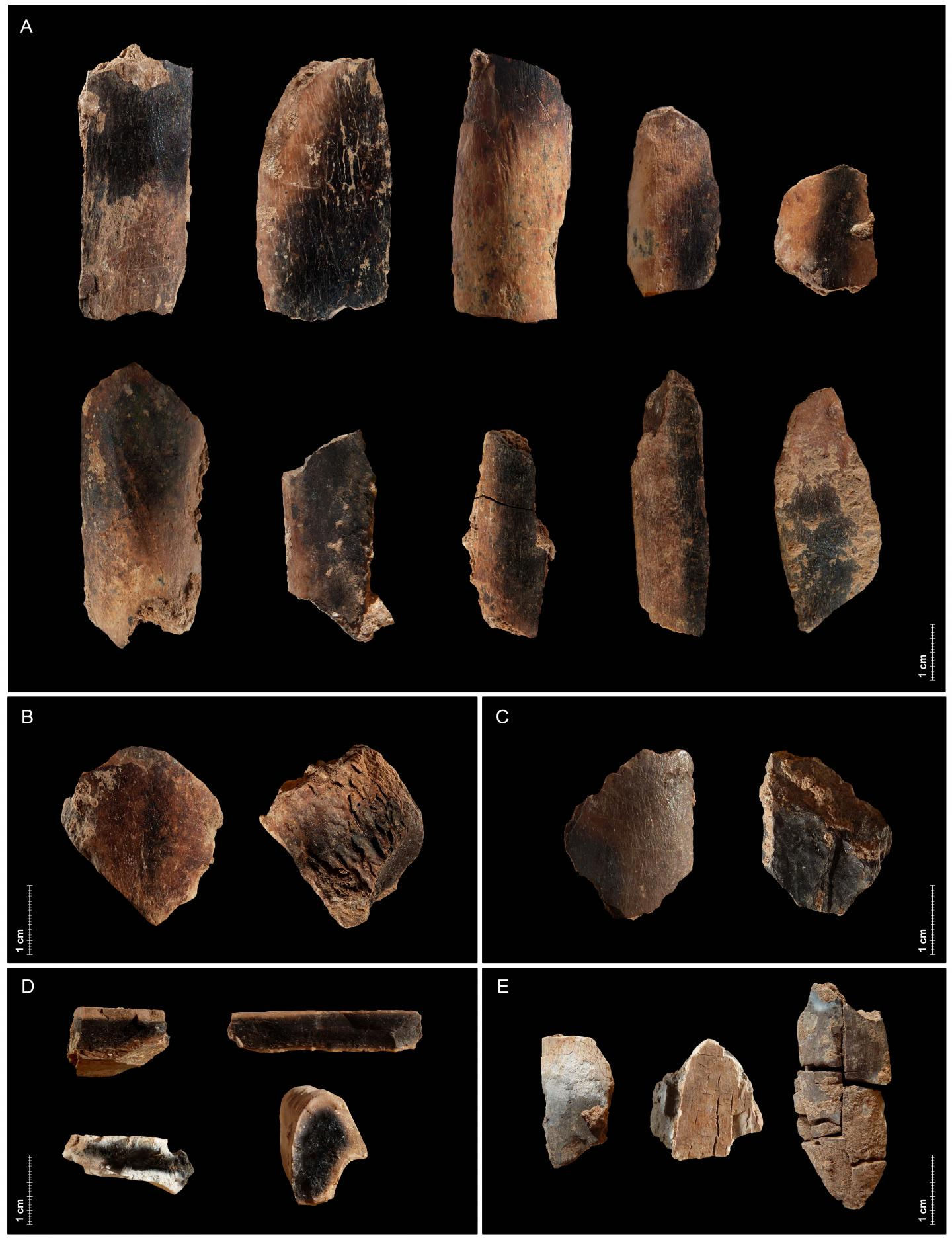
Angebrannte Reste von Tierknochen

Zum gegenwärtigen Stand sind 11 Zähne von mindestens sechs Individuen bekannt,  die anhand der umgebenden Fundschichten und des aufliegenden Sinterkalkes ein stratigraphisches Alter von 200.000 bis 400.000 Jahre aufweisen.  Die ESR/U-Seriendatierung ergab Alter zwischen 249 und 296 ka für die Feuerstelle des Amudien (Mittelwert 280 ka) und von 279–382 ka für die Fundschicht des Yabrudien (Mittelwert 313 ka). Die Zähne wurden in drei verschieden alten Schichten gefunden. Drei der Zähne stammen von einem menschlichen Oberkiefer (Zahnformel C1-P4). Der laminierte Sinterkalk wurde mittels Uran-Thorium-Methode datiert und bildet den Terminus ante quem der Einlagerung. Unter Leitung des Anthropologen Israel Hershkovitz (Universität Tel Aviv) wurde ein Vergleich von verschiedenen Zahnfunden der Arten Homo heidelbergensis, Homo neanderthalensis und Homo sapiens durchgeführt. Neben metrischen Merkmalen wurden Röntgen- und CT-Untersuchungen einbezogen. Die Studie kam zum Ergebnis, dass hierbei die größte Ähnlichkeit mit den Zähnen vom unweit im Karmelgebirge gelegenen Vorplatz der Skhul-Höhle und aus der bei Nazareth gelegenen Qafzeh-Höhle vorliegt. Die dort entdeckten Fossilien gelten derzeit als die ältesten des modernen Menschen außerhalb Afrikas, ihr Alter wurde auf 80.000 bis 100.000 Jahre bestimmt. An keiner Stelle des Aufsatzes wurde jedoch explizit geschrieben, damit sei die Zuordnung zu Homo sapiens (bzw. einem archaischen Homo sapiens) gesichert.
In einer 2015 publizierten Studie wurde anhand von Zahnstein-Überresten nachgewiesen, dass die Nahrung dieser Menschen aus einer ausgewogenen Mischung von Fleisch und Pflanzenkost bestand; ferner wurden im Zahnstein Spuren von Holzkohle entdeckt, die – zumal in Kombination mit den ebenfalls in der Höhle erhalten gebliebenen, angebrannten Tierknochen – das Verzehren von erhitzter Nahrung belegen.

## Diskussion
Die Klassifikation der Fossilfunde ist bislang umstritten. Andere Wissenschaftler gehen derzeit davon aus, dass die Merkmale im Prinzip in der Überlappungszone zwischen Neandertalern und modernen Menschen liegen und die Zähne daher auch von Neandertalern stammen können. Problematisch am Vergleich mit den Zähnen von Skhul und Qafzeh sei, dass diese ebenfalls nicht eindeutig einer der beiden Arten zuzuordnen sind.